# 伊勢市立厚生中学校
伊勢市立厚生中学校（いせしりつこうせいちゅうがっこう）は、三重県伊勢市一之木五丁目にある中学校である。通称「厚中」（こうちゅう）。

## 学校概要
全校生徒は400名前後。体育を重視しており、年に一回体育祭で比較的大規模なマスゲームを行う。男子は坊主頭、女子はオカッパという校則があったが、現在は廃止されている。
2008年度卒業生男子は体育授業年中半袖という規則に近いものがあった。

## 沿革
1947年（昭和22年）、学制改革による新制中学校発足に伴い、当時の宇治山田市に5校の市立中学が開校した。そのうちの一校が「第三中学校」で、1948年9月、「厚生中学校」に改称した。
当初の校舎は、市立女子商業（現：三重県立宇治山田商業高等学校）に間借りしており、1948年11月、一志久保町（現：一志町）の、旧大神宮前駅跡に引っ越した。その後、現住所に再移転している。
2010年（平成22年）10月1日に新校舎が完成した。現在は既に引っ越してある。

## 著名な卒業生
- 楠田枝里子（フリーアナウンサー・司会者・タレント）
- 木原文人（フリーアナウンサー）
- 野口みずき（陸上競技元選手・アテネ五輪女子マラソン金メダリスト）
- 寺田光輝（横浜DeNAベイスターズ）

## アクセス
- JR東海・近鉄の伊勢市駅から徒歩10分。

## 周辺
- ミタス伊勢
- 伊勢赤十字病院
- 船江上社・河原淵神社